# Спас (Калушский район)
Спас (укр. Спас) — село в Калушском районе Ивано-Франковской области Украины. Административный центр Спасской сельской общины.
Население по переписи 2001 года составляло 1820 человек. Занимает площадь 17,25 км². Почтовый индекс — 77624. Телефонный код — 03474.

## Известные люди
В селе родился Михаил Иванович Василишин — Герой Украины.